# あやとり橋

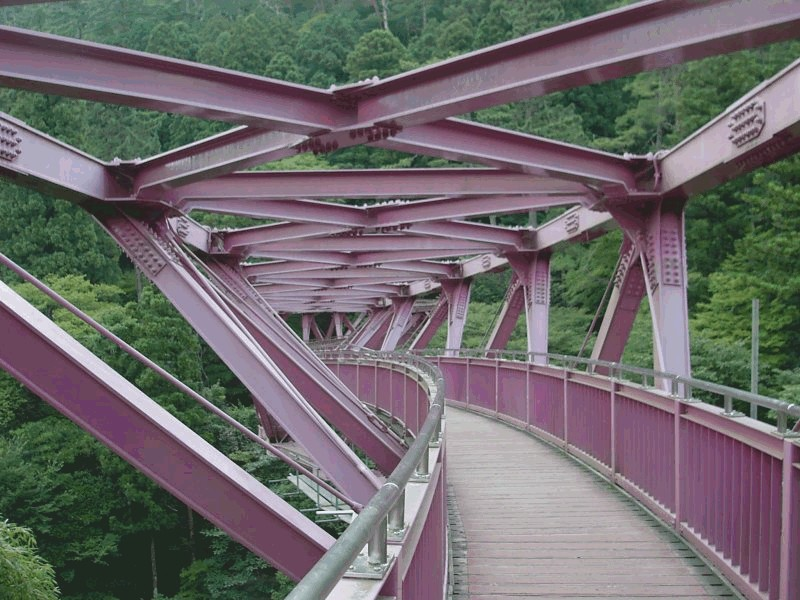
橋上

あやとり橋（あやとりはし）は、石川県加賀市山中温泉の大聖寺川にかかる橋（人道橋）である。あやとり橋と記載されることが多いが、正式名称はあやとりはしである。

## 構造
鋼鉄製単純曲線三弦トラス、逆三角形でその下部に木の橋床と金属の手摺（てすり）を設けた構造。
長さ94.7 m、橋床幅1.5 m、右岸側と左岸側との高低差は5.0 mである。

## 概要
山中温泉にあり、いけばな草月流三代目家元・勅使河原宏のデザインによるワインレッド色のペンキ一色に塗られた湾曲した徒歩専用の橋であり上空から見るとユニークな形状（S字型）をした鉄骨の橋。橋のデザインのコンセプトは「鶴仙渓を活ける」と言われる。
大聖寺川、鶴仙渓の上流のこおろぎ橋と下流の黒谷橋のほぼ中間に位置する。街から東岸の桜公園や鶴仙渓へと渡る観光客の散歩コースとなっている。
文字通り糸遊びの「綾取り」に似せており、両岸が両手となる構造となっている。
1991年の竣工式には勅使河原宏監督の映画に出演して交流があった女優宮沢りえも臨んだ。

## 交通アクセス
- JR加賀温泉駅から加賀温泉バス温泉山中線「栢野」行きで33分、「山中支所前」バス停下車、徒歩4分